# 보아 EC

보아 이스포르치 클루비는 브라질의 축구단으로 미나스제라이스주의 바르지냐를 연고로 한다. 현재 캄페오나투 미네이루 세군다 디비장에 참가하고 있다.

## 선수 명단

### 현역
참고: FIFA 자격 규정에 따라 소속된 국가대표팀 국기를 표시합니다. 선수는 복수의 FIFA 비회원국 국적을 가지고 있을 수 있습니다.
| 번호 | 포지션 | 국적 | 이름          |
| ---- | ------ | ---- | ------------- |
| -    | DF     |      | 라울 카르도소 |

| 번호 | 포지션 | 국적 | 이름          |
| ---- | ------ | ---- | ------------- |
| -    | FW     |      | 윌리안 모코카 |
| -    | FW     |      | 네토 코스타   |